# Михалёв, Владимир Александрович (Герой Советского Союза)
Влади́мир Алекса́ндрович Михалёв (15 июля 1914 — 31 мая 1990) — советский лётчик-ас истребительной авиации ВВС ВМФ СССР, Герой Советского Союза (13.08.1941).Подполковник (25.10.1952).

## Биография
Владимир родился в 1914 году в посёлке Ртищево Сердобского уезда Саратовской губернии (ныне город в Саратовской области), в семье паровозного машиниста. Русский.
Окончил семилетнюю школу и школу ФЗУ. С 1931 по 1934 год работал слесарем по ремонту паровозов в Ртищевском локомотивном депо. В 1936 году окончил 2 курса Московского тягового техникума им. Ф. Э. Дзержинского.
В августе 1936 года по спецнабору ЦК ВЛКСМ направлен на службу в Военно-Морской флот и зачислен курсантом в Военно-морское авиационное училище имени И. В. Сталина в городе Ейске, которое окончил в 1938 году. На службу был направлен в истребительную авиацию Краснознамённого Балтийского флота, где служил младшим лётчиком, а с января 1940 года — командиром звена в 12-й отдельной истребительной авиационной Краснознамённой эскадрилье (61-я истребительная авиационная бригада ВВС ВМФ). Участник советско-финляндской войны 1939—1940 годов, в ходе которой выполнил 32 боевых вылета на истребителе И-153 на штурмовки наземных войск и на разведку (воздушных боёв и побед не имел). За отличия награждён своим первым орденом Красного Знамени.
В апреле 1940 года переведён младшим лётчиком в 94-ю истребительную авиационную эскадрилью ВВС КБФ, а в сентябре 1940 года — командиром звена в 71-й истребительный авиационный полк (61-я истребительная авиационная бригада, ВВС Балтийского флота).
Участник Великой Отечественной войны с 22 июня 1941 года, начал воевать в той же должности. 
18 июля 1941 года командир звена старший лейтенант В. Михалёв, патрулировавший на самолёте И-153 переправу через реку Нарву, получил приказ вылететь на перехват немецкого корректировщика Hs-126. Настигнув «Хеншель» в районе города Нарвы на высоте 600 м, Михалёв погнался за ним. Произведя несколько атак и расстреляв все патроны, он пошёл на таран. Сблизившись с корректировщиком, Михалёв винтом своего истребителя отрубил ему хвостовое оперение. «Хеншель», войдя в плоский штопор, упал на землю. Экипаж самолёта (2 человека) выбросился на парашютах и был взят в плен. После тарана Михалёв с креном пошёл на аэродром. Только в 150 метрах от земли лётчику удалось вывести «Чайку» в горизонтальный полёт. Он произвёл посадку без части крыла, половины лопасти винта и с болтающимся элероном. По мнению некоторых авторов, это был первый таран балтийских лётчиков-истребителей в годы войны.
Указом Президиума Верховного Совета СССР от 13 августа 1941 года «за образцовое выполнение боевых заданий командования на фронте борьбы с германским фашизмом и проявленные при этом отвагу и геройство» 
лейтенанту Владимиру Александровичу Михалёву присвоено звание Героя Советского Союза с вручением ордена Ленина и медали «Золотая Звезда».
Был ранен, находился в госпитале, по излечению в январе 1942 года направлен на учёбу. В сентябре 1942 года окончил курсы усовершенствования начальствующего состава при Военно-морском авиационном училище имени Сталина. Затем сражался в составе ВВС Черноморского флота заместителем командира эскадрильи 3-го истребительного авиационного полка ВВС Черноморского флота. С ноября 1943 года до Победы и затем до сентября 1945 года командовал эскадрильей 25-го истребительного Керченского дважды Краснознамённого авиационного полка (62-я истребительная авиационная бригада, ВВС Черноморского флота). Член ВКП(б) с 1942 года.
На Чёрном море участвовал в наступательном этапе битвы за Кавказ, в Керченско-Эльтигенской десантной, Новороссийско-Таманской и Крымской наступательных операциях, а также в обеспечении прикрытия с воздуха Керченского плацдарма. 12 февраля 1944 года В. А. Михалёв во главе шестёрки истребителей вступил в бой с 40 бомбардировщиками врага, летевшими под прикрытием 20 истребителей над Керченским проливом. В этом бою капитан В. Михалёв лично сбил два «Юнкерса».
К маю 1944 года капитан Михалёв совершил 241 боевой вылет, участвовал в 32 воздушных боях, лично сбил 8 самолётов противника (по другим данным, сбил 6 лично и 2 в паре). 
После войны В. А. Михалёв продолжил службу в ВМФ и в том же полку, где с сентября 1945 года был помощником командира полка по лётной подготовке и воздушному бою. С февраля 1946 года командовал эскадрильями в 62-м и 329-м истребительных авиаполках ВВС Черноморского флота. С июня 1950 по январь 1952 — штурман-лётчик 661-го иап ВВС ЧФ. В 1952 году он окончил Высшие лётно-тактические курсы усовершенствования офицерского состава. С ноября 1952 года — заместитель командира и инспектор-лётчик по технике пилотирования и теории полёта 781-го и 47-го истребительных авиаполков 5-го ВМФ. С июля 1953 — старший штурман-лётчик 165-й истребительной авиационной дивизии ВВС 5-го ВМФ. С ноября 1954 года подполковник А. А. Михалёв в запасе. 
Жил в Хосте (Сочи) Краснодарского края. С 1961 по 1965 годы работал председателем Хостинского районного комитета ДОСААФ. Затем был вторым секретарём Хостинского райкома КПСС.
Умер Владимир Александрович 31 мая 1990 года. Похоронен на Аллее Героев Старого (Центрального Успенского) кладбища Сочи.

## Награды

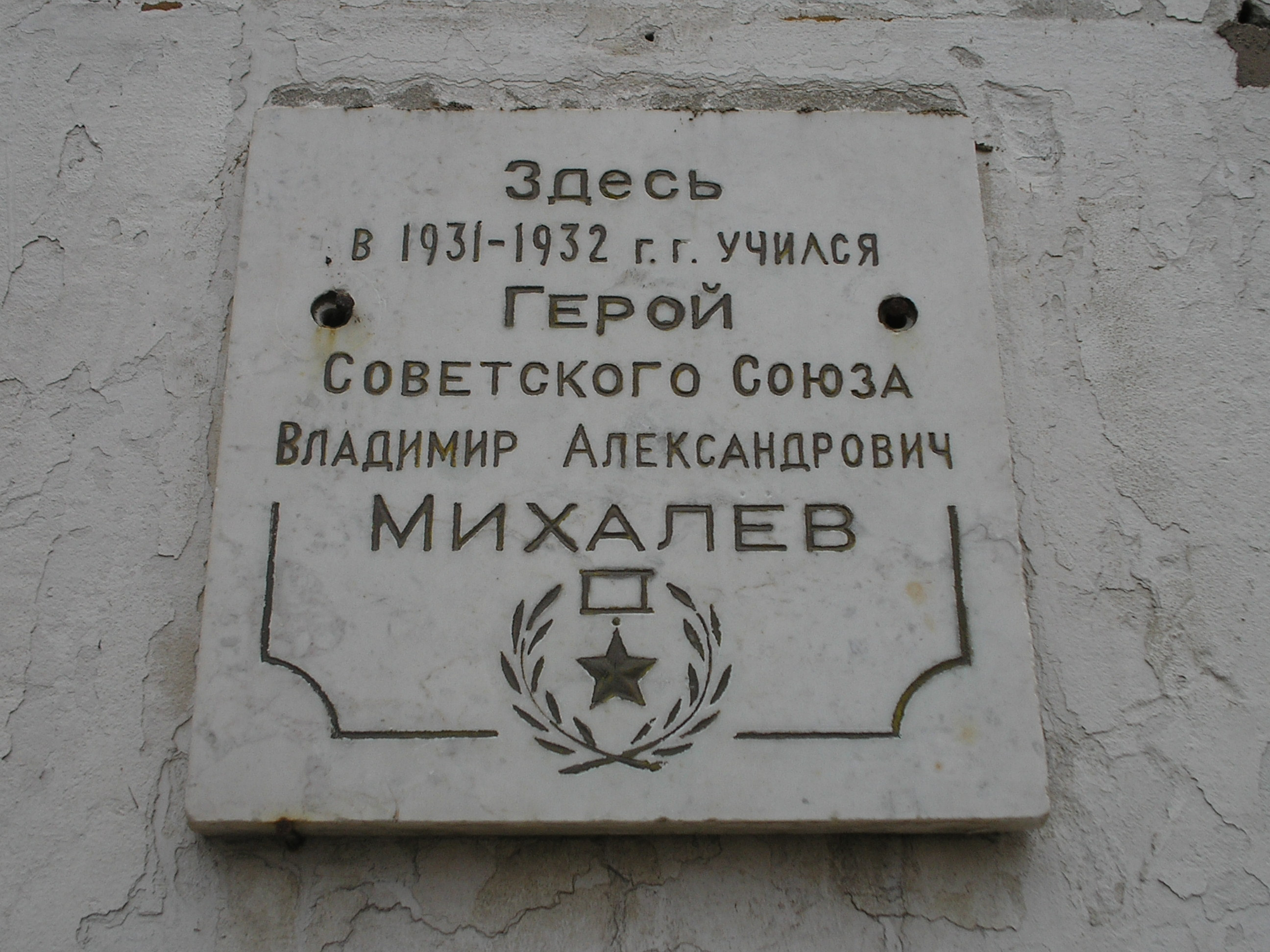
Памятная доска на здании бывшего училища, в котором учился В. А. Михалёв, в Ртищево (снята в апреле 2009 года, помещена в музей ПУ-12, где и была утрачена).

- Герой Советского Союза (13.08.1941).
- Орден Ленина (13.08.1941).
- Два ордена Красного Знамени (21.04.1940, 17.05.1944).
- Орден Отечественной войны 1-й степени (11.03.1985).
- Орден Красной Звезды (27.12.1951).
- Медаль «За боевые заслуги» (30.04.1947).
- Медаль «За оборону Ленинграда».
- Медаль «За оборону Кавказа».
- Ряд других медалей.

## Память
- Мемориальная доска в память о Михалёве установлена Российским военно-историческим обществом на здании Ртищевской средней школы № 9, где он учился (2015).
- Мемориальная доска установлена в Сочи (Хоста, ул. Ялтинская, 24) на доме, в котором жил В. А. Михалёв с 1955 по 1990 годы.
- На здании училища на улице Радищева, где учился В. А. Михалёв, была установлена памятная доска. В апреле 2009 года она была снята и передана в музей ПУ № 12, затем утрачена. В 2012 года на том же здании установлена новая мемориальная доска другого дизайна.
- Имя Героя высечено на мемориале «Журавли», посвящённого героям Великой Отечественной войны, открытом в парке имени Фрунзе города Сочи (открыт 6 мая 2015 года).
- Портрет Героя установлен на Стене Славы в городе Ртищево Саратовской области.

### Семья
- Брат — Виктор Михалёв.
- Сёстры — Александра Михалёва, Серафима Михалёва, Клавдия Михалёва-Чернова.
- Племянник — Чернов Лев Алексеевич.